# Shaqib al-Salam
Shaqib al-Salam (en árabe: شقيب السلام), (en hebreo: שגב שלום) (transliterado: Séguev Shalom) es una ciudad beduina y un concejo local ubicado en el Distrito meridional de Israel, al sureste de la ciudad de Beerseba. En el año 2018 tenía una población de 10.362 habitantes. Shaqib al-Salam fue fundado en 1979 como parte de un proyecto gubernamental para asentar a los beduinos del desierto del Néguev en asentamientos permanentes, y fue declarado concejo local en 1996. Es uno de los siete municipios beduinos ubicados en el desierto del Néguev con planes aprobados y una infraestructura desarrollada junto a las ciudades de: Hura, Tel as-Sabi, Aroer del Néguev, Lakiya, Kuseife y Rahat, el mayor asentamiento beduino.